# Hefestió de Pel·la

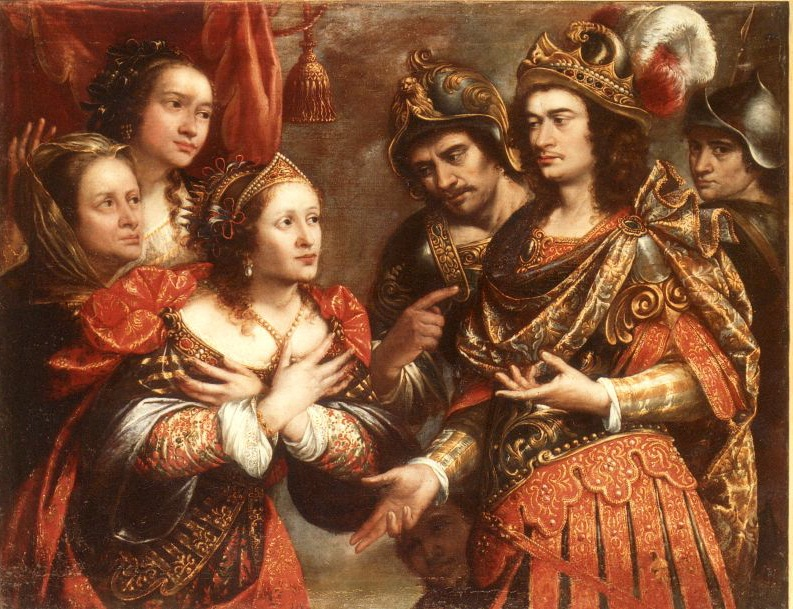
Darrere d'Alexandre el Gran apareix Hefestió assenyalant el rei amb el dit. La família de Darius III davant Alexandre el Gran, obra de Joost Susterman i conservada a la Biblioteca Museu Víctor Balaguer de Vilanova i la Geltrú

Hefestió (en llatí Hephaestion, en grec antic Ἡφαιστίων), fill d'Amintor de Pel·la, fou un macedoni de Pel·la amic i amant d'Alexandre el Gran. Sembla que de petits van créixer junts i tenien la mateixa edat, però durant anys Hefestió no apareix en la vida d'Alexandre ni en els estudis amb Aristòtil, ni durant els problemes entre Alexandre i el seu pare, Filip II de Macedònia.
Hefestió és esmentat per primer cop durant la visita d'Alexandre a la tomba d'Aquil·les a Troia, quan Hefestió va retre el mateixos honors que el rei a la tomba de Patrocle. Alexandre li va donar tots els honors que va posseir, però sembla que era conscient que no podia agafar comandaments militars delicats, ja que no hi estava prou capacitat. Alexandre, segons Plutarc i altres autors, el considerava el seu amic privat, mentre considerava Cràter l'amic del rei.
Curti diu que, el 332 aC, Alexandre li va donar el comandament de la flota a la costa de Fenícia, però en un moment en què els combats ja s'havien acabat. El 331 aC, Hefestió va combatre amb distinció a Arbela, on fou ferit, i Diodor de Sicília diu que era el cap de la guàrdia del rei (somatophilakes), (hi havia set membres de la guàrdia i era un d'aquests set). Després de la mort de Filotes (330 aC), se li va donar el comandament de la meitat de la cavalleria escollida o guàrdia de cavall, i l'altra meitat es va donar a Clit, però després de mort Clit, Hefestió va quedar com a únic comandant.
Durant les campanyes de Bactriana i Sogdiana, va rebre comandaments més compromesos i fou encarregat de fundar noves ciutats i colònies. Quan Alexandre va arribar a l'Índia, li va ordenar avançar junt amb Perdicas d'Orèstia i el rei indi Tàxiles, cap al sud a la vall de Cofen (mentre el rei s'aturava a sotmetre a les tribus del nord). A l'Indus, va conquerir una fortalesa després d'un setge de 30 dies. Després de passar el riu Acesines i derrotar el rei Porus, li fou encarregat de combatre un altre rei indi, tasca que va complir amb nota; després fou enviat a la riba oposada del riu i Cràter va dirigir l'exèrcit a l'altre costat del riu. Quan més tard les tropes es van dirigir a Gedròsia, se li va confiar el comandament del principal cos d'exèrcit, sol o junt amb Cràter.
A l'arribada a Susa, va rebre d'Alexandre corones d'or en recompensa, i li fou donada en matrimoni Dripetis, la filla de Darios III de Pèrsia i germana d'Estàtira, dona d'Alexandre. De Susa, va acompanyar Alexandre a Ecbàtana, on fou atacat per unes febres. Glauc (Glaucus, Glaukos Γλαῦκος) fou un metge grec, i fou el metge que va atendre Hefestió; tot i les seves cures, Hefestió va morir al cap de set dies. Es diu que Alexandre, que suposadament tenia una relació amorosa amb Hefestió molt intensa, va fer matar el metge per no haver pogut salvar la vida al seu company. El dol d'Alexandre fou extravagant i apassionat: es va decretar un dol general en tot l'imperi i una pira funerària monumental li fou erigida a Babilònia, on fou portat des d'Ecbàtana, i se li van retre els honors d'heroi. El rei va refusar nomenar un successor en el comandament militar de l'exèrcit i va donar el nom del difunt a la divisió de cavalleria en què havia estat quiliarca.